# Thomas Dobson

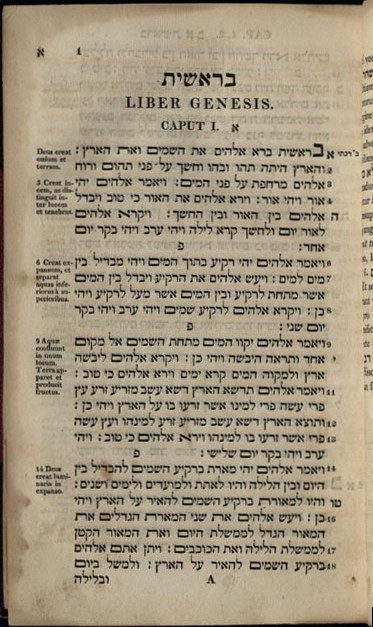
La Bible en hébreu publiée par Thomas Dobson à Philadelphie en 1814.

Thomas Dobson, né en 1751 près d'Édimbourg en Écosse et mort le 9 mars 1823 à Philadelphie, est un maître imprimeur et libraire américain célèbre pour sa publication, de 1789 à 1798, de la première encyclopédie américaine, la Dobson's Encyclopædia, basée sur la troisième édition de l’Encyclopædia Britannica. Il est aussi le premier aux États-Unis à avoir publié une version complète de la Bible en hébreu.

## L’Encyclopædia
La troisième édition de l’Encyclopædia Britannica en dix-huit volumes, publiée à partir de 1788 en Écosse, est généralement bien reçue, étant de loin la meilleure jusqu'alors. Sa publication s'achève en 1797 et est complétée par deux volumes en 1801.
À cette époque, d'entreprenants imprimeurs américains s'adaptent à la qualité et à la quantité que sont capables de produire leurs homologues britanniques, tout en réduisant de manière significative le prix des ouvrages. Thomas Dobson, s'indigne de la partialité britannique sous-jacente du Britannica et décide de le rééditer avec une vision plus américanisée. Il termine son Encyclopædia en avril 1798, soit une année après ses concurrents britanniques. La Dobson’s encyclopædia se compose de 16 650 pages et de 595 planches gravées; ces deux quantités sont légèrement supérieures à son pendant britannique. Le tirage original de deux mille exemplaires de la Dobson est épuisé en 1818.

## Autres publications

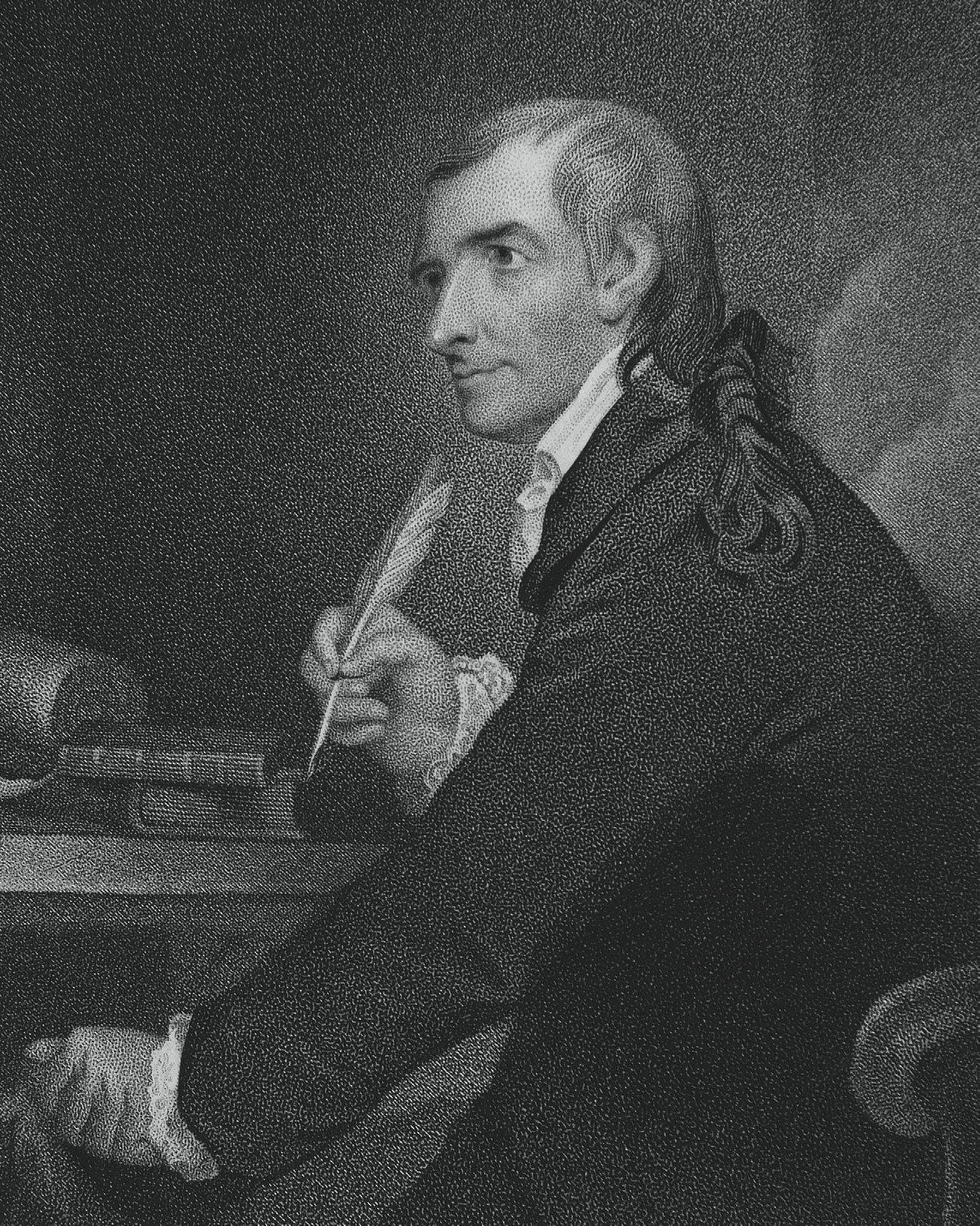
Gravure de Francis Hopkinson par James Barton Longacre d'après une toile de Robert Edge Pine.

Thomas Dobson publie, en 1788, ce qui est certainement la première pièce de musique non sacrée d'un compositeur né en Amérique, Seven songs for the harpsichord or forte piano de Francis Hopkinson,. La page de titre de l'ouvrage est gravée par James Akin (ca.1773-1846) qui est surtout connu pour ses caricatures politiques.
Le premier ouvrage en hébreu, imprimé aux États-Unis, par les presses du Harvard College en 1809, est Sefer Tehilim - Liber Psalmorum Hebraice du professeur et évêque anglican Francis Hare (1671–1740). En 1810, un habitant de New Haven, Mills Day propose de publier par souscription une Bible en hébreu. Il joint à sa proposition un échantillon du premier chapitre du Livre de la Genèse et fixe le prix à trois dollars et vingt-cinq cents pour chacun des deux volumes prévus. Malheureusement, il meurt prématurément et le projet disparaît avec lui. En 1812, Jonathan Horwitz, un étudiant en médecine juif, soutenu par le Andover Theological Seminary, propose à nouveau la réalisation d'une Bible en hébreu et obtient un nombre important de souscriptions. Il transfère ses droits et la liste des souscripteurs, en 1813, à Thomas Dobson et les deux volumes de Sefer tora, neviʼim u-k̲tuvim - Biblia hebraica sortent de presse en 1814.

## Famille
Dobson épouse Jean Paton le 5 octobre 1777 à New Grayfriars Parish en Écosse. Dans ce pays, trois filles naissent de leur union : Margaret (née le 15 février 1779), Alison (née le 6 octobre 1780) et Catharine (née le 15 novembre 1782). La famille s'installe ensuite aux États-Unis en 1783 ou 1784. Vers 1785, Dobson est à la tête d'une imprimerie prospère à Philadelphie. La famille s'agrandit en 1790 par la naissance d'un fils Judah (1790-1850), qui devient ensuite l'associé de son père (compagnie Thomas Dobson & Son). En 1822, Dobson prend sa retraite en raison de son âge et de problèmes de santé. Il meurt le 9 mars 1823 à Philadelphie.